# ノゾ×キミ
『ノゾ×キミ』は、本名ワコウによる日本の漫画作品。

## 概要
作者の本名が『モバMAN』（小学館）で連載していた青年漫画『ノ・ゾ・キ・ア・ナ』のスピンアウト作品。ただし、主人公とヒロインが「自分見せあいっこ」をする設定は共通しているが、物語は繋がっていない。対象年齢層を少年漫画に下げたため、『ノ・ゾ・キ・ア・ナ』にあった直接的な性的表現や全裸表現はなくなり、連載時は下着レベルのお色気描写に抑えられているが、単行本化の際には加筆で露出度が増加している。
元々は『ノゾミとキミオ』と言うタイトルで、『週刊少年サンデー』（小学館）2011年12号から14号まで掲載された読切作品であったが、後に連載化し、『ノゾ×キミ』とタイトルを改め、『週刊少年サンデーS』（同社）2012年5月号から2014年4月号まで1年生編を連載。その後、『週刊少年サンデー』に移籍し、2年生編を2014年26号から2015年20号まで連載した。なお、連載は当初から短期で終了する予定であった事が7巻の巻末コメントで明かされている。話数カウントは「第○話」。
『週刊少年サンデー』への移籍と同時にOVA化され、単行本4巻より完全新作OVA付き限定版を発売している。

## あらすじ
普通の高校生・須賀キミオは、ある日ふとしたアクシデントから女子更衣室のロッカーに閉じ込められてしまう。そして、そのロッカーをたまたま開けたのは、同じマンションに住むクラスメイト・小嶺ノゾミであった。ノゾミに弱みを握られたキミオは、ノゾミから互いの私生活を見せ合う「自分見せ合いっこ」をするという秘密の関係を迫られてしまう。

## 登場人物

### 主要人物
須賀 キミオ（すが キミオ）
声 - 小林裕介
本作の主人公。
中肉中背。どこにでもいるごく普通の高校生だが、ひょんなことからノゾミに弱みを握られ、それ以来ずっと「自分見せ合いっこ」をすることになり、ノゾミとの秘密の約束に悩んでいく。
性格は優柔不断かつ優しい性格で、複数の女性に好意を寄せられる等、一部の女性に評価は高い。ノゾミに押されて断れない事が多く、トラブル解決に繋がる描写が多い。
スキーが上手く、スキー合宿ではノゾミにレクチャーした事もあった。(3巻)本人は記憶していないが、ノゾミの姉と小さな頃に面識があり、好意を抱いていた。

小嶺 ノゾミ（こみね ノゾミ）
声 - 諏訪彩花
本作のヒロイン。
須賀家と同じマンションに住むキミオの同級生。無口でクラスでは地味な存在。ひょんな事からキミオとの『自分見せ合いっこ』と称した秘密の関係性が始まる。他人に興味が薄い性格でありながらキミオに対しては笑みを見せるなど、特別な感情を持つ。

### 1年の時のクラスメイト
牧野 ユウキ（まきの ユウキ）
声 - 石上静香
三つ編みに眼鏡をかけた地味な外見だが、男子の注目を集める巨乳がコンプレックス。
園田 ミチル（そのだ ミチル）
声 - 内田真礼
キミオのお気に入りで、チア部に所属している。人気者だが裏の顔は少し暗黒。
綿貫 ミレイ（わたぬき ミレイ）
声 - 芹澤優
心霊大好きな水泳部員。

### 2年の時のクラスメイト
鳥羽 リョウジ（とば リョウジ）
キミオの友達で、女子にモテモテの美少年。まひるやノゾミに対しても気遣いが出来、気に掛けるなど性格の良さがうかがえる好人物。幼馴染の八巻ナナコには一方的な好意を寄せられており、困惑している。
椎名 まひる（しいな まひる）
陸上部所属で、お人好し。癖っ毛を過去にキミオに貰った髪留めで止めている。面倒見が良い為、後輩の早河サヤに好意を持たれている。陸上部の大会では、『勝ったらサヤの為に何でもしてあげる』との約束を交わし後にお好み焼きを食べに行った。

## 書誌情報
- 本名ワコウ 『ノゾ×キミ』 小学館〈少年サンデーコミックス〉、全8巻
  1. 2012年10月3日第1刷発行（9月28日発売[集 1]）、ISBN 978-4-09-123830-6
  2. 2013年10月23日第1刷発行（10月18日発売[集 2]）、ISBN 978-4-09-124490-1
  3. 2014年6月23日第1刷発行（6月18日発売[集 3]）、ISBN 978-4-09-124672-1
  4. 2014年8月23日第1刷発行（8月18日発売[集 4]）、ISBN 978-4-09-125075-9
    - OVA付き限定版（8月18日発売[集 5]）、ISBN 978-4-09-941834-2

  5. 2014年11月23日第1刷発行（11月18日発売[集 6]）、ISBN 978-4-09-125369-9
    - OVA付き限定版（11月18日発売[集 7]）、ISBN 978-4-09-941841-0

  6. 2015年2月23日第1刷発行（2月18日発売[集 8]）、ISBN 978-4-09-125597-6
    - OVA付き限定版（2月18日発売[集 9]）、ISBN 978-4-09-941847-2

  7. 2015年4月22日第1刷発行（4月17日発売[集 10]）、ISBN 978-4-09-125808-3
  8. 2015年6月23日第1刷発行（6月18日発売[集 11]）、ISBN 978-4-09-126156-4

## OVA
サンデー連載7作品を連続OVA化するアニサン企画の一つとして、コミックス同梱OVAが発売。2014年8月18日発売のコミックス第4巻に第1話が収録。BD版はR15+指定となる。
なお2015年11月18日より3週にわたり、TOKYO MX『アニサン劇場』枠にてテレビ放映が行われる。

### スタッフ
- 原作 - 本名ワコウ
- 監督 - 神保昌登[1]
- シリーズ構成 - 白根秀樹
- キャラクターデザイン・総作画監督 - 萩原弘光[1]
- 色彩設計 - 但野ゆきこ
- 美術監督 - 天水勝
- 特殊効果 - イノイエシン
- 3D監督 - 濱村敏郎
- 撮影監督 - 柳田貴志
- 編集 - 坪根健太郎
- 音響監督 - 明田川仁
- 音楽 - 川嶋可能
- 音楽プロデューサー - 田井モトヨシ
- プロデューサー - 鳥光裕、大山良、飯泉朝一
- 制作プロデューサー - 新宅潔
- アニメーション制作 - ZEXCS
- 製作 - 「ノゾ×キミ」アニサン製作委員会

### 主題歌
オープニングテーマ（テレビアニメ「アニサン劇場」）
みみめめMIMI「天手古舞」（2015年11月17日発売）

### 各話リスト
| 話数      | サブタイトル     | 脚本     | 絵コンテ | 演出     | 作画監督                     | 収録巻 |
| --------- | ---------------- | -------- | -------- | -------- | ---------------------------- | ------ |
| EPISODE1♥ | タワワなカノジョ | 白根秀樹 | 神保昌登 | 神保昌登 | 高橋さき                     | 第4巻  |
| EPISODE2♥ | ブシツのオバケ   | 白根秀樹 | 宮崎修治 | 宮崎修治 | 宮崎修治                     | 第5巻  |
| EPISODE3♥ | フタリのコドウ   | 白根秀樹 | 石川俊介 | 石川俊介 | 高野やよい 香田知樹 小橋陽介 | 第6巻  |

#### 発売日
1. ↑  “ノゾ×キミ/1｜本名 ワコウ｜少年サンデーコミックス｜”. 2015年6月23日閲覧。
2. ↑  “ノゾ×キミ/2｜本名 ワコウ｜少年サンデーコミックス｜”. 2015年6月23日閲覧。
3. ↑  “ノゾ×キミ/3｜本名 ワコウ｜少年サンデーコミックス｜”. 2015年6月23日閲覧。
4. ↑  “ノゾ×キミ/4｜本名 ワコウ｜少年サンデーコミックス｜”. 2015年6月23日閲覧。
5. ↑  “ノゾ×キミ/4 OVA付き限定版｜本名 ワコウ｜少年サンデーコミックス｜”. 2015年6月23日閲覧。
6. ↑  “ノゾ×キミ/5｜本名 ワコウ｜少年サンデーコミックス｜”. 2015年6月23日閲覧。
7. ↑  “ノゾ×キミ/5 OVA付き限定版｜本名 ワコウ｜少年サンデーコミックス｜”. 2015年6月23日閲覧。
8. ↑  “ノゾ×キミ/6｜本名 ワコウ｜少年サンデーコミックス｜”. 2015年6月23日閲覧。
9. ↑  “ノゾ×キミ/6 OVA付き限定版｜本名 ワコウ｜少年サンデーコミックス｜”. 2015年6月23日閲覧。
10. ↑  “ノゾ×キミ/7｜本名 ワコウ｜少年サンデーコミックス｜”. 2015年6月23日閲覧。
11. ↑  “ノゾ×キミ/8｜本名 ワコウ｜少年サンデーコミックス｜”. 2015年6月23日閲覧。